# Červený potok (přítok Morašického potoka)
Červený potok je malý vodní tok na katastru obce Zdechovice.

## Průběh toku
Pramení v podcelku Železných hor Chvaletické pahorkatině jihozápadně od obce v malém mokřadu mezi skalními útvary Obří postele a Gabrový výchoz pod zeleně značenou turistickou trasou 3096. Teče do Zdechovic převážně severním nebo severovýchodním směrem mělkým údolím částečně podél modře značené turistické trasy 1085. Protéká západně od centra obce, podtéká silnici I/2 a vtéká do zahrady Zdechovického zámku, kde napájí malý rybníček. Po jejím opuštění vtéká do rybníku Pazderna v jehož vodách se vlévá do Morašického potoka.